# 葡萄牙殖民地民族主义组织会议
葡萄牙殖民地民族主义组织会议（葡萄牙語：Conferência das Organizações Nacionalistas das Colónias Portuguesas，缩写为CONCP）是葡萄牙殖民地戰爭时期葡萄牙的各个非洲殖民地的民族解放运动组织建立的协调与合作机构。
1961年4月18日，该组织在摩洛哥卡萨布兰卡成立，创始成员有几内亚和佛得角非洲独立党、安哥拉人民解放运动、莫桑比克民族民主联盟（后并入莫桑比克解放阵线）以及圣多美和普林西比解放委员会。参加会议的还有来自果阿的印度民族主义者代表团，代表团成员包括阿基诺·德·布拉干萨。莫桑比克全国民主联盟的马塞利诺·多斯桑托斯为首任秘书长，安哥拉人民解放运动的马里奥·平托·德安德拉德为首任主席。该组织取代了1960年由几内亚和佛得角非洲独立党和安哥拉人民解放运动在突尼斯建立的“争取葡萄牙殖民地民族独立革命阵线”。1965年10月，该组织的第二次会议在坦桑尼亚达累斯萨拉姆召开。1979年，在原非洲葡萄牙殖民地均已独立后，该组织被“ 以葡萄牙语为官方语言的非洲国家”组织取代。